# Cyclisme aux Jeux sud-américains de 2018
Navigation
2014 2022
Les compétitions de cyclisme des Jeux sud-américains de 2018 se déroulent du 27 mai au 5 juin 2018, à Cochabamba en Bolivie.

## Podiums

### Cyclisme sur route
| Épreuves                | Or                         | Argent                     | Bronze                     |
| ----------------------- | -------------------------- | -------------------------- | -------------------------- |
| Compétitions masculines |                            |                            |                            |
| Course en ligne         | Jefferson Cepeda Équateur  | Omar Mendoza Colombie      | Juan Pablo Suárez Colombie |
| Contre-la-montre        | Rodrigo Contreras Colombie | Walter Vargas Colombie     | Freddy Gonzales Bolivie    |
| Compétitions féminines  |                            |                            |                            |
| Course en ligne         | Cristina Sanabria Colombie | Lorena Colmenares Colombie | Danielys García Venezuela  |
| Contre-la-montre        | Cristina Sanabria Colombie | Serika Gulumá Colombie     | Miryam Núñez Équateur      |

### Cyclisme sur piste
| Épreuves                | Or                                                                 | Argent                                                                       | Bronze                                                                 |
| ----------------------- | ------------------------------------------------------------------ | ---------------------------------------------------------------------------- | ---------------------------------------------------------------------- |
| Compétitions masculines |                                                                    |                                                                              |                                                                        |
| Keirin                  | Hersony Canelón Venezuela                                          | Fabián Puerta Colombie                                                       | Leandro Bottasso Argentine                                             |
| Vitesse individuelle    | Fabián Puerta Colombie                                             | Hersony Canelón Venezuela                                                    | Kevin Quintero Colombie                                                |
| Vitesse par équipes     | Fabián Puerta Kevin Quintero Rubén Darío Murillo Colombie          | César Marcano Hersony Canelón Adamil Agüero Venezuela                        | Flávio Cipriano Kacio Fonseca João Vitor Brésil                        |
| Poursuite par équipes   | Brayan Sánchez Bryan Gómez Carlos Tobón Juan Martín Mesa Colombie  | Claudio García Felipe Peñaloza Luis Fernando Sepúlveda Pablo Seisdedos Chili | Ángel Pulgar Enrique Díaz Clever Martínez Carlos Linares Venezuela     |
| Course à l'américaine   | Antonio Cabrera Felipe Peñaloza Chili                              | Tomás Contte Iván Ruiz Argentine                                             | Máximo Rojas Clever Martínez Venezuela                                 |
| Omnium                  | Juan Esteban Arango Colombie                                       | Ángel Pulgar Venezuela                                                       | Jorge Montenegro Équateur                                              |
| Compétitions féminines  |                                                                    |                                                                              |                                                                        |
| Keirin                  | Martha Bayona Colombie                                             | Diana García Colombie                                                        | Gabriela Gomes Brésil                                                  |
| Vitesse individuelle    | Martha Bayona Colombie                                             | Mariesthela Vilera Venezuela                                                 | Natalia Vera Argentine                                                 |
| Vitesse par équipes     | Diana García Martha Bayona Colombie                                | Natalia Vera Mariana Díaz Argentine                                          | Mariesthela Vilera Andrea Ortiz Venezuela                              |
| Poursuite par équipes   | Milena Salcedo Jessica Parra Serika Gulumá Tatiana Dueñas Colombie | Constanza Paredes Paula Villalón Aranza Villalón Daniela Guajardo Chili      | Danielys García Jennifer Cesar Lilibeth Chacón Zuralmy Rivas Venezuela |
| Course à l'américaine   | Milena Salcedo Jessica Parra Colombie                              | Angie González Danielys García Venezuela                                     | Maribel Aguirre Cristina Greve Argentine                               |
| Omnium                  | Cristina Greve Argentine                                           | Lorena Colmenares Colombie                                                   | Wellyda Rodrigues Brésil                                               |

### VTT
| Épreuves              | Or                       | Argent                   | Bronze                 |
| --------------------- | ------------------------ | ------------------------ | ---------------------- |
| Compétition masculine |                          |                          |                        |
| Cross-country         | Fabio Castañeda Colombie | Luiz Cocuzzi Brésil      | William Tobay Équateur |
| Compétition féminine  |                          |                          |                        |
| Cross-country         | Laura Abril Colombie     | Agustina Apaza Argentine | Leidy Mera Colombie    |

### BMX
| Épreuves              | Or                       | Argent                   | Bronze                  |
| --------------------- | ------------------------ | ------------------------ | ----------------------- |
| Compétition masculine |                          |                          |                         |
| Course                | Alfredo Campo Équateur   | Gonzalo Molina Argentine | Carlos Ramírez Colombie |
| Compétition féminine  |                          |                          |                         |
| Course                | Doménica Azuero Équateur | Mariana Díaz Argentine   | María Restrepo Colombie |

## Tableau des médailles
| Rang  | Nation    | Or | Argent | Bronze | Total |
| ----- | --------- | -- | ------ | ------ | ----- |
| 1     | Colombie  | 14 | 7      | 5      | 26    |
| 2     | Équateur  | 3  | 0      | 3      | 6     |
| 3     | Venezuela | 1  | 5      | 5      | 11    |
| 4     | Argentine | 1  | 5      | 3      | 9     |
| 5     | Chili     | 1  | 2      | 0      | 3     |
| 6     | Brésil    | 0  | 1      | 3      | 4     |
| 7     | Bolivie   | 0  | 0      | 1      | 1     |
| Total | Total     | 20 | 20     | 20     | 60    |